# المنظمة الدولية للإتصالات الفضائية
المنظمة الدولية للاتصالات الفضائية (ITSO)، هي منظمة حكومية مكلفة بالإشراف على التزامات الخدمة العامة لأنتلسات.
أعتباراً من يونيو 2013 ،أصبح عدد أعضاء ITSO 149 عضو.
على الدول الراغبة للأنضمام إلى ITSO التصديق على المعاهدات المتعددة الأطراف المعروفة بأسم الأتفاق، المتعلق بمنظمة الأقمار الصناعية للاتصالات الدولية.
صدقت بلغاريا على المعاهدة في عام 1996، و لكنها أستنكرت ذلك وأنسحبت من المنظمة في عام 2012.

## وصلات خارجية
- الموقع الرسمي